# 심우정 (법조인)
심우정(沈雨廷, 1971년 1월 15일~)은 대한민국의 법조인으로, 제46대 검찰총장이었다. 

## 가계
서인의 초대 영수 병조판서 청양군 심의겸의 16대손, 이조판서 심택현의 10대손으로, 대전시 교육감 심재갑의 손자이고, 충청남도지사 심대평과 항일저항시인 이육사의 부인 안일양의 사촌 안명옥의 장남이다. 장인은 고 김충경 동아연필 회장이며 매제는 동아연필 김학재 대표이사이다. 남동생 심우찬 변호사는 카카오 CA협의체 책임경영위원회 위원이다.

## 생애
충청남도 공주군 출신으로, 1990년 서울 휘문고등학교(졸업)와 1995년 서울대학교 법과대학 공법학과(학사)를 졸업했으며, 일선 검사 때(2013년)에 이진한 당시 서울중앙지검 제2차장 검사가 검찰 출입 기자들과의 송년회 자리에서 여성 기자를 상대로 성추행을 벌인 사건을 수사해 주목을 받기도 하였다.
이후 법무부 검찰과장을 거쳤고, 서울중앙지검 형사 1부장으로 있을 때, 진경준 검사장과 넥슨 김정주 회장 간의 커넥션을 밝혀내기도 하였다.
2016년 11월 최순실(국정 농단)사건의 핵심(우병우 전직 청와대 민정수석)의 전방위적 수사책임과 어버이연합 등의 보조금 지원 의혹을 수사/기소하여 관련된 능력을 인정받았다.
또한, 명예훼손 혐의로 고소당한 노승일(전 K스포츠재단 부장)에 대해 무혐의 불기소(처분)하여 뉴스 메이커로 주목 받기도 하였다. 
이후 대구서부지검 차장 검사로 있다가, 대검찰청 과학 수사기획관으로 옮긴 뒤, 2019년 7월 서울고검 차장 검사가 되어, 연수원 26기 동기 중 조상준(대검 형사부장), 박찬호(대검 공안부장), 노정환 (대전고검 차장 검사)와 함께 맨 먼저 검사장에 올랐다.
2020년 1월 법무부 기획조정실장이 되었다.
2021년 6월 제23대 서울동부지방검찰청 검사장으로 영전하였다.
2022년 5월 윤석열 정부에서 단행한 검찰 고위직 인사에서 서울동부지방검찰청 검사장에 유임되었다.
2022년 6월 단행한 검찰 고위직 인사에서 인천지방검찰청 검사장으로 전임되었다.
2023년 9월 단행한 검찰 고위직 인사에서 대검찰청 차장검사로 승진하였다. 대검차장은 고검장 중에서 최선임 직위이고 검찰총장 바로 밑의 자리로 검찰 2인자이다.
2024년 1월 18일 이노공 법무부 차관이 사임함에 따라, 검찰 2인자 대검차장에서 법무부 2인자 법무차관으로 임명되었고, 1월 19일부터 지난해 12월 21일 한동훈 장관이 국민의힘 비상대책위원장으로 자리를 옮기면서 공석이 된 법무부 장관 직무를 대행하면서 법무부 차관 임기를 시작하였다.
2024년 8월 11일 검찰총장 후보자로 내정되었다.
2024년 9월 12일 윤석열 대통령이 심우정 검찰총장 임명안을 재가하였다.
2024년 9월 16일 검찰총장 임기가 시작되었고, 9월 18일 용산 대통령실 청사에서 임명장 수여식이 있었으며, 9월 19일 대검찰청에서 취임식이 열렸다.

## 학력
- 1990년 휘문고등학교 졸업
- 1995년 서울대학교 공법학과 학사(90학번 1995년 학사 취득.)
- 2009년 UC 버클리 법학대학원(UC Berkeley 로스쿨) 석사

## 경력
- 1994년 : 제36회 사법시험 합격
- 1997년 : 사법연수원 26기 수료
- 1997년 ~ 2000년 : 육군 군법무관
- 2000년 ~ 2002년 : 서울지방검찰청 검사
- 2002년 2월 ~ 2005년 2월 : 춘천지방검찰청 강릉지청 검사
- 2005년 2월 ~ 2007년 2월 : 대검찰청 검찰연구관
- 2007년 2월 ~ 2009년 8월 : 법무부 검찰과 검사
- 2009년 8월 ~ 2012년 7월 : 대전지방검찰청 검사
- 2010년 4월 ~ 2012년 5월 : 주LA 총영사관 법무 영사[15]
- 2011년 12월 : 2011년 미국 California 주 변호사 취득[16]
- 2012년 7월 ~ 2013년 4월 : 대검찰청 범죄정보2담당관
- 2013년 4월 ~ 2014년 1월 : 법무부 형사기획과장
- 2014년 1월 ~ 2015년 2월 : 법무부 검찰과장
- 2015년 2월 ~ 2017년 8월 : 서울중앙지방검찰청 형사1부장검사
- 2017년 8월 ~ 2018년 7월 : 대구지방검찰청 서부지청 차장검사
- 2018년 7월 ~ 2019년 7월 : 대검찰청 과학수사기획관
- 2019년 7월 ~ 2020년 1월 : 서울고등검찰청 차장(검사장)
- 2020년 1월 ~ 2021년 6월 : 법무부 기획조정실장(검사장)
- 2021년 6월 ~ 2021년 6월 : 법무부 차관 직무 대리
- 2021년 6월 ~ 2022년 6월 : 제23대 서울동부지방검찰청 검사장
- 2022년 6월 ~ 2023년 9월 : 제40대 인천지방검찰청 검사장
- 2022년 10월 ~ 현재 : 국제검사협회 집행위원
- 2023년 9월 27일 ~ 2024년 1월 19일 : 제55대 대검찰청 차장검사
- 2024년 1월 19일 ~ 2024년 2월 19일 : 법무부 장관 직무 대행
- 2024년 1월 19일 ~ 2024년 9월 15일 : 제66대 법무부 차관
- 2024년 8월 11일 ~ 2024년 9월 12일 : 검찰총장 후보자
- 2024년 9월 16일 ~ 2025년 7월 2일 : 제46대 검찰총장

## 상훈
- 2006년 12월: 행정자치부 장관 표창